# Holmsland Klit
Holmsland Klit är ett 40 kilometer långt och 1–2 kilometer brett sandigt näs i Region Mittjylland i Danmark, vilket skiljer Ringkøbing Fjord från Nordsjön.
År 1931 färdigställdes Hvide Sande Kanal över näset och grundades Hvide Sande vid kanalen.
På den norra delen, mellan Søndervig och Hvide Sande, ligger Lyngvig Fyr
På den södra delen ligger Abelines Gaard i Nørre Havrvig, som byggdes mellan 1854 och 1871 och var bostad för strandfogden. Den ingår nu i Ringkøbing-Skjern Museum. Nära gården ligger den 1932 nedlagda Haurvig Redningsstation, som är ett byggnadsminne. 

## Bildgalleri

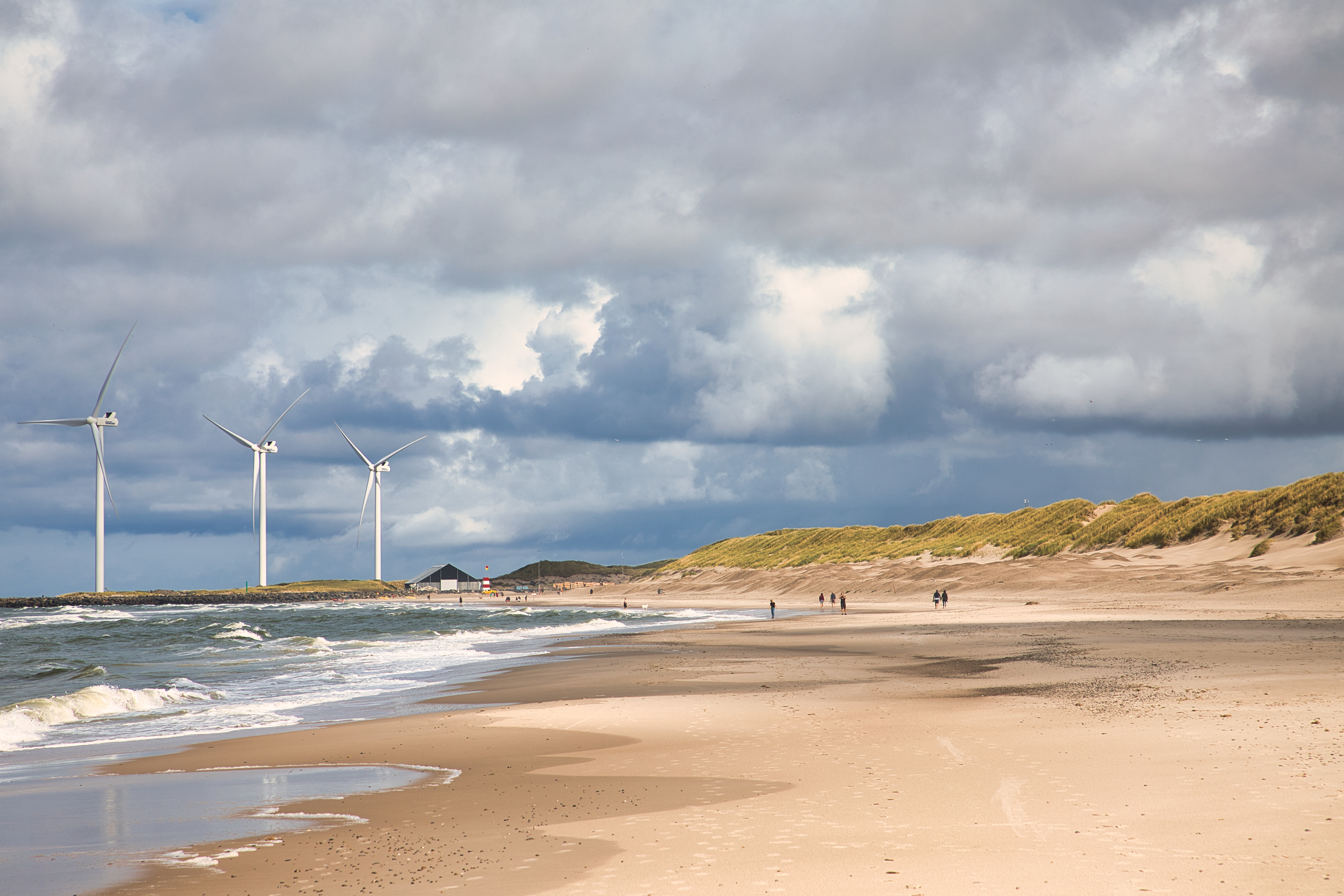
Strandlandskap
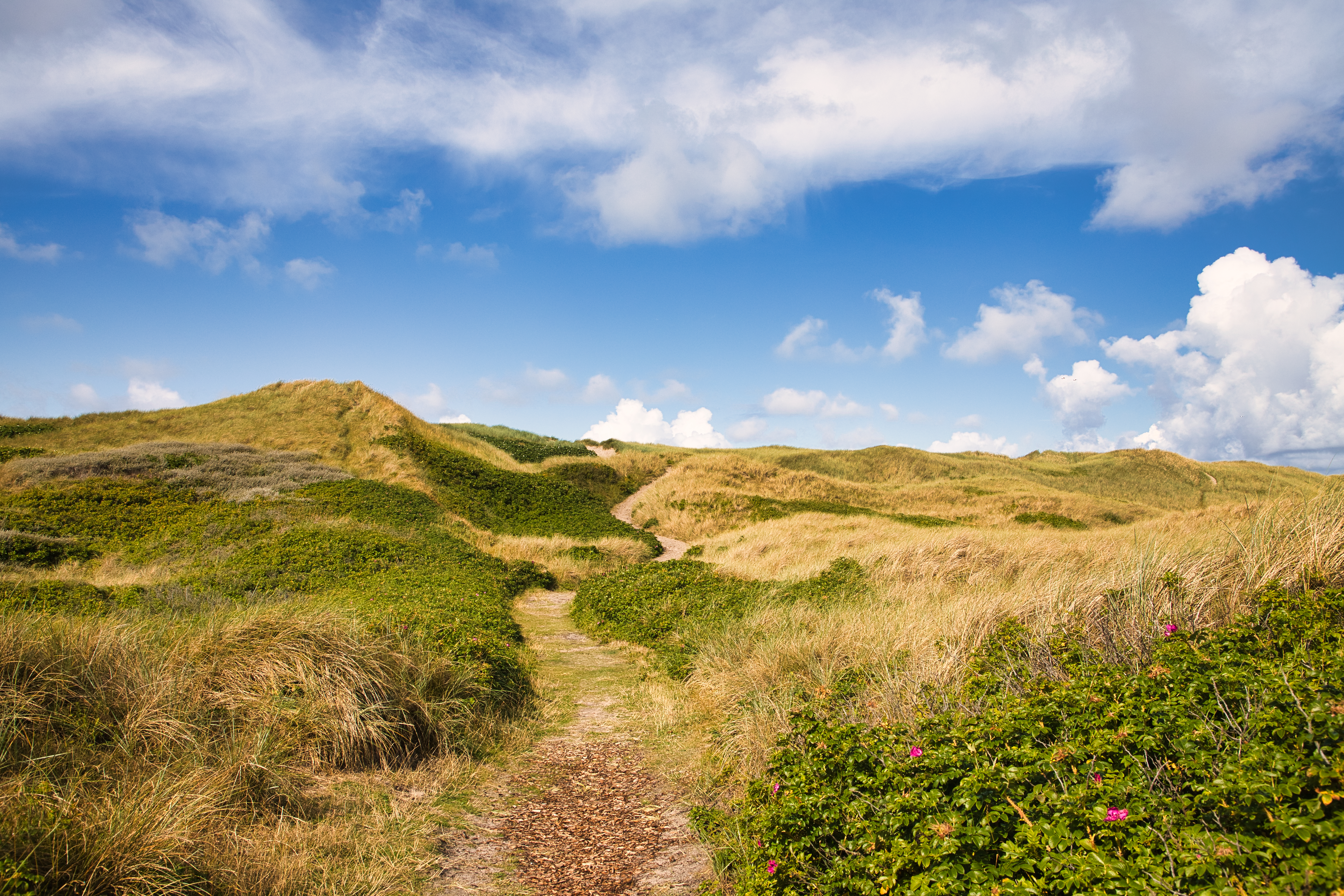
Sanddyner
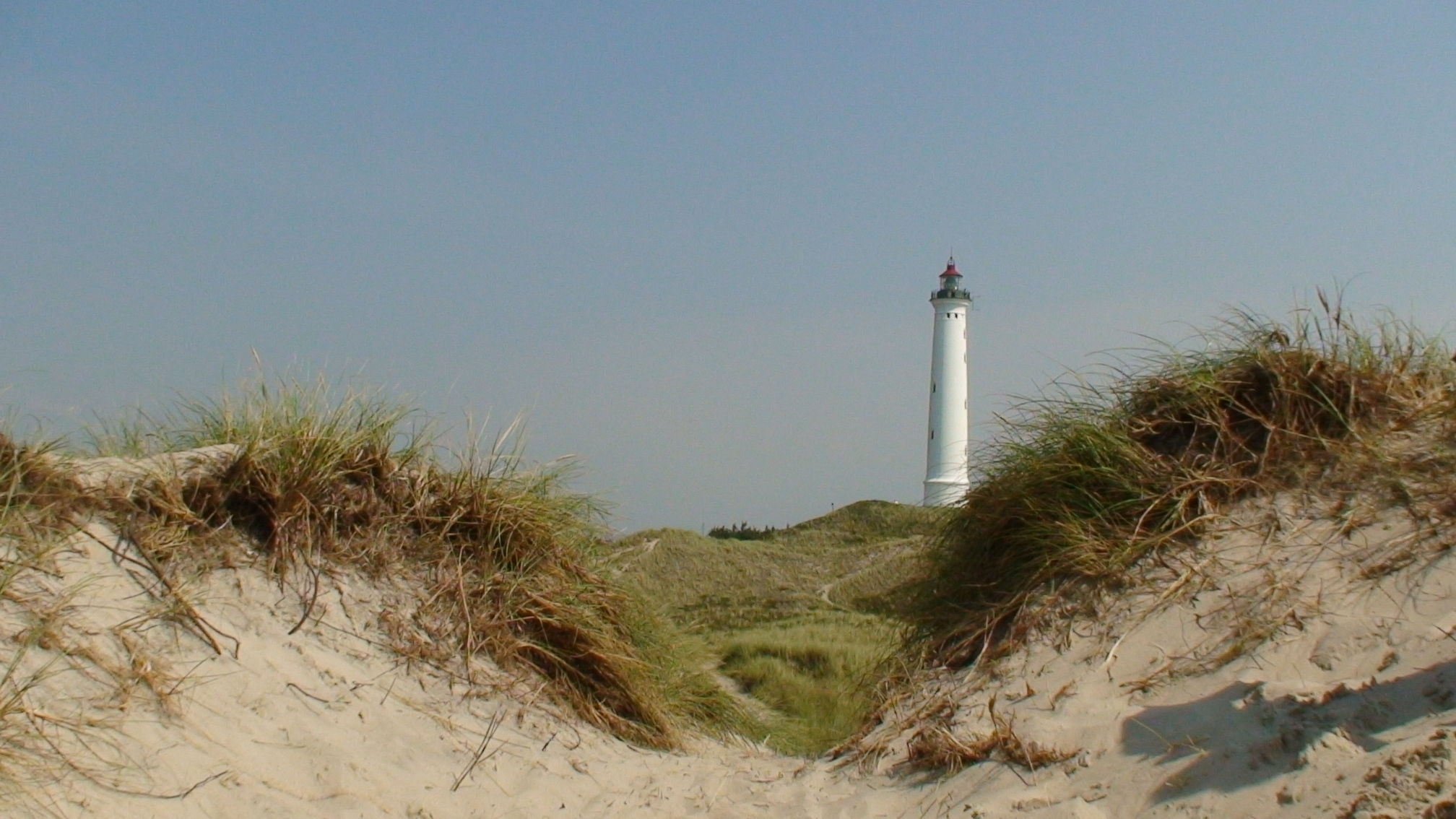
Lyngvig Fyr
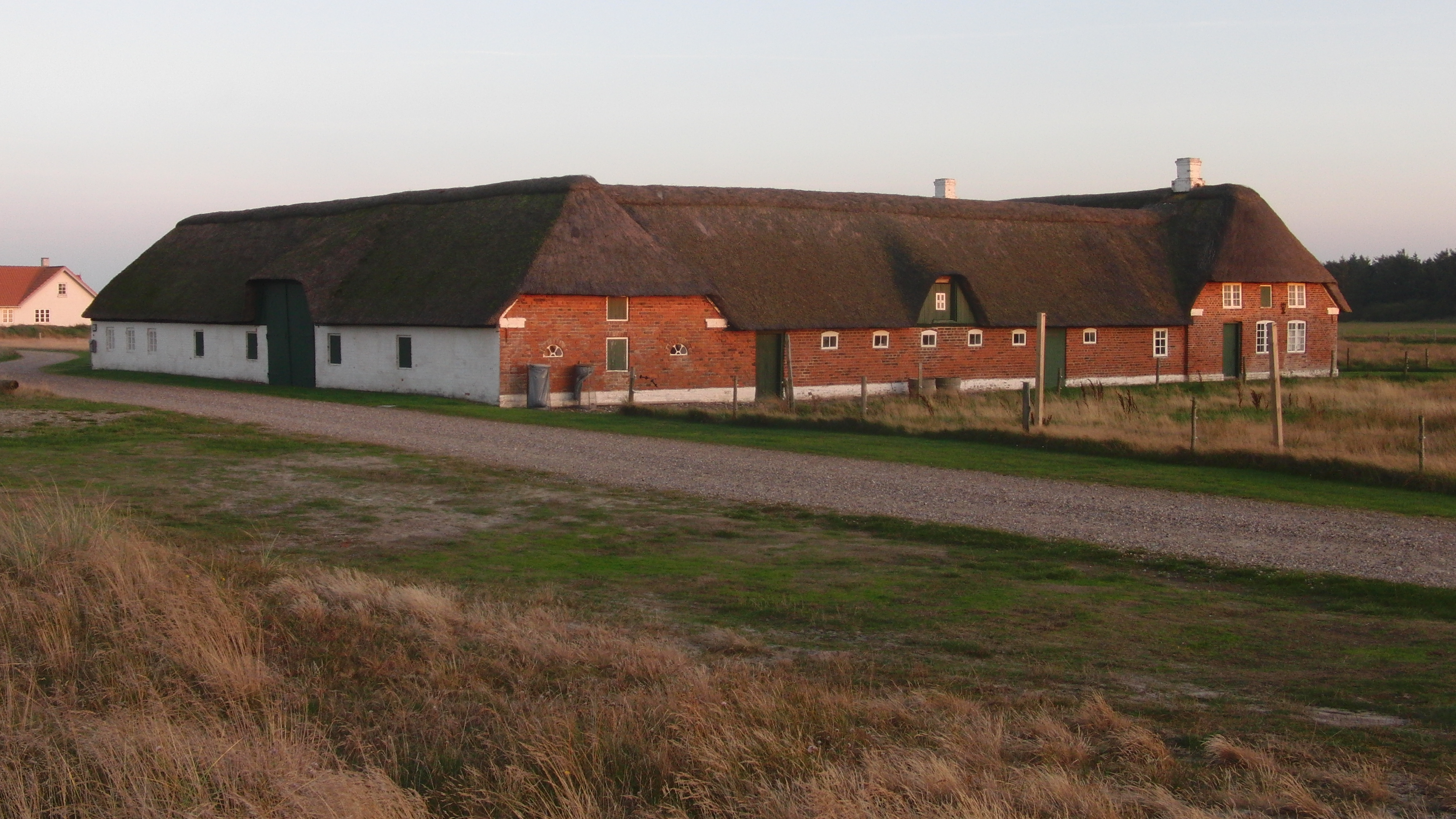
Abelines Gaard
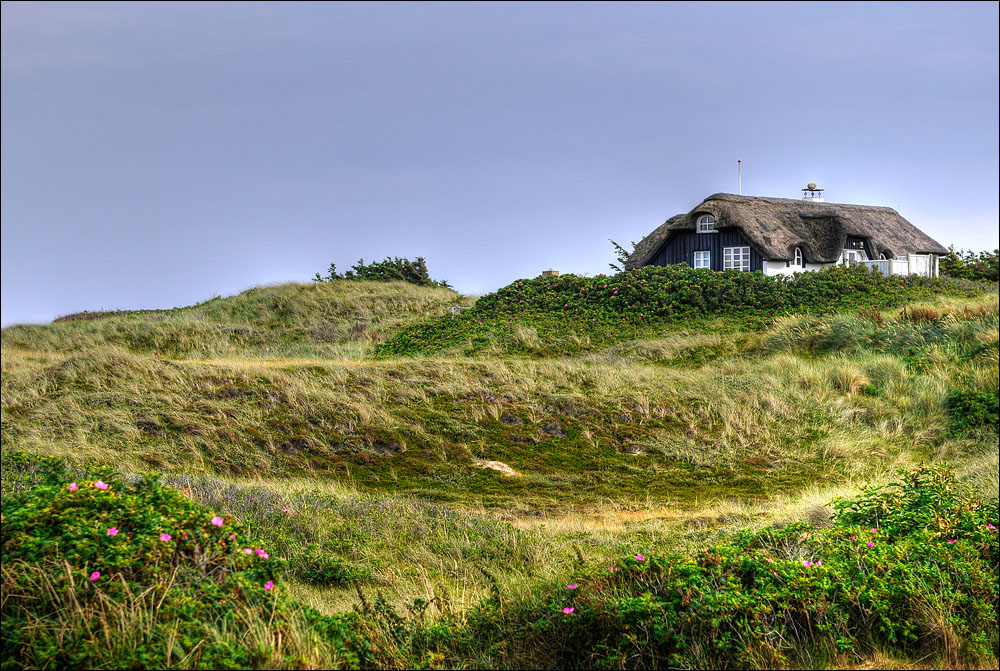
Gården Bjerregaard
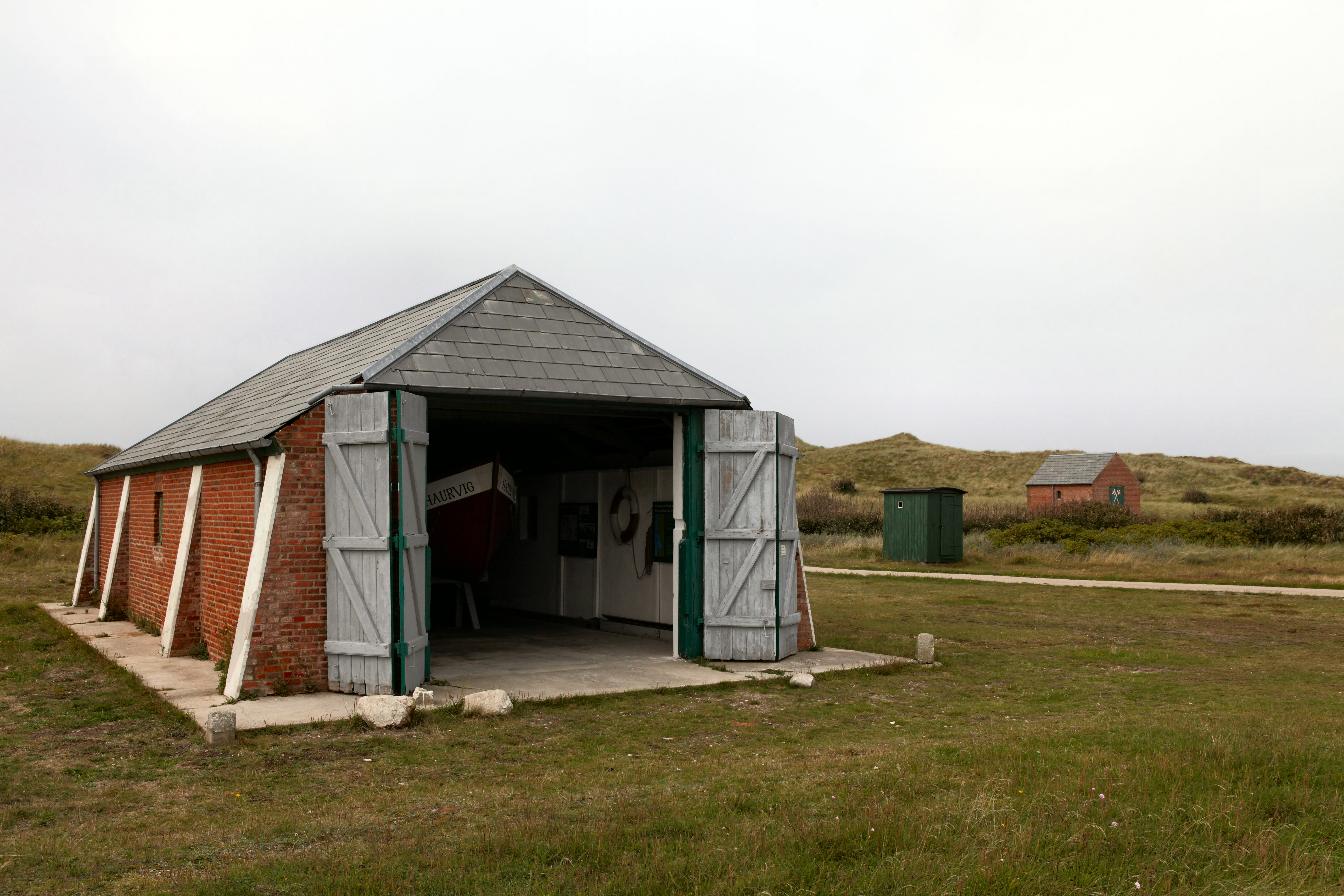
Haurvig Redningsstation
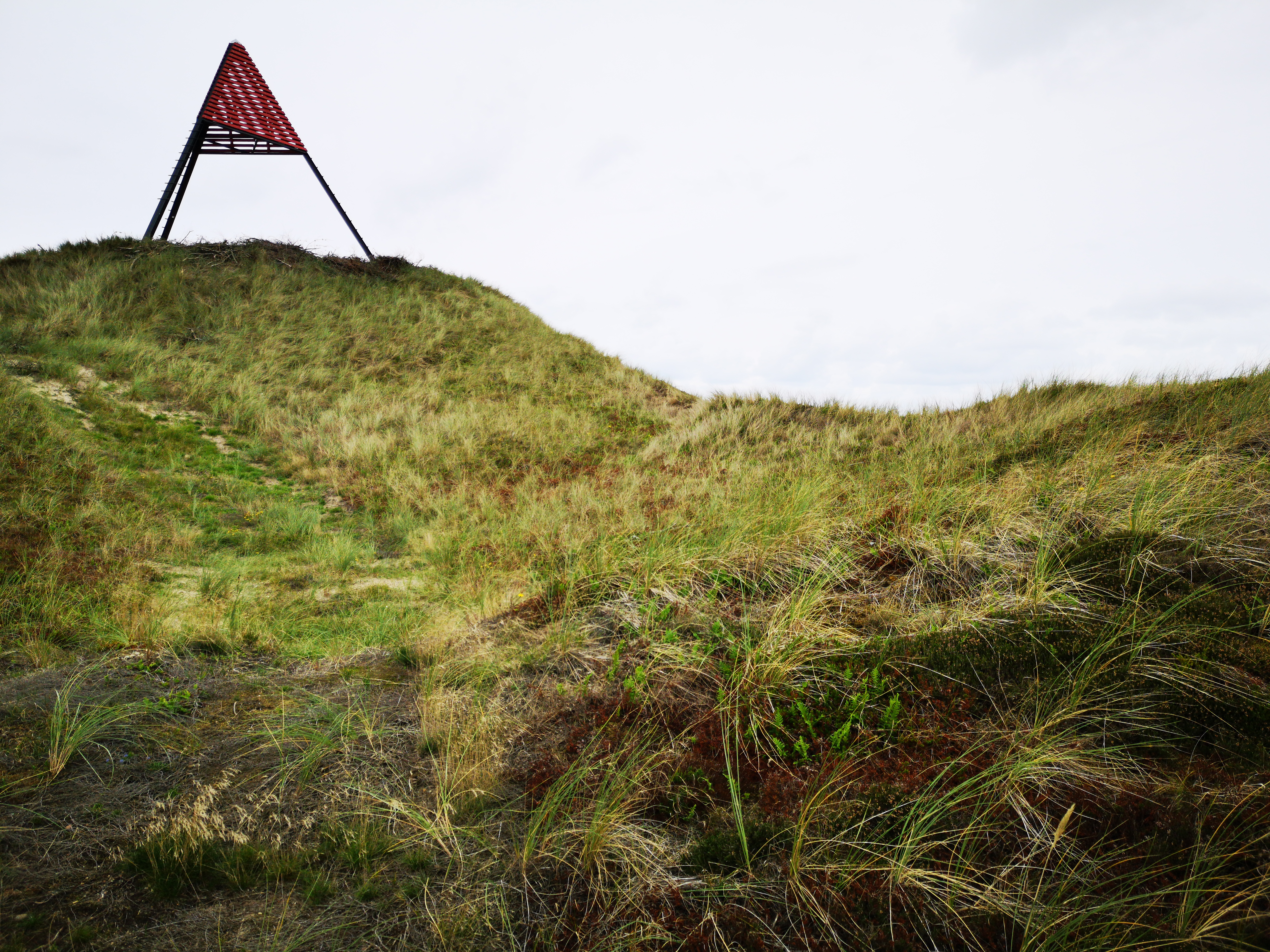
Haurvig Båke
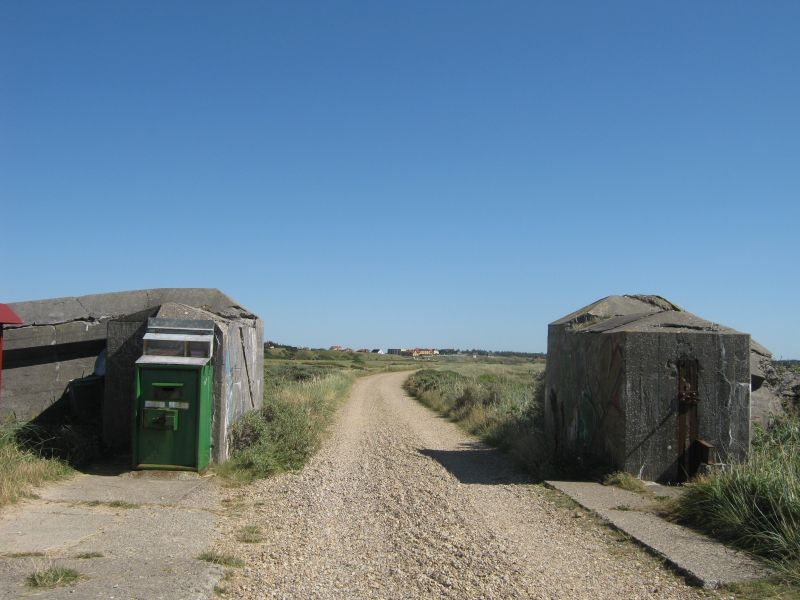
Vestkystruten söderut mot Nymindegab, med rester av bunkrar från andra världskriget